# Giulio Pastore
Giulio Pastore (Genova, 17 agosto 1902 – Roma, 14 ottobre 1969) è stato un sindacalista e politico italiano, Ministro con delega al Mezzogiorno in tutti i governi tra il 1958 e il 1968 nonché fondatore e primo segretario nazionale della CISL, che ha guidato dal 1950 al 1958.

## Biografia
Giulio Pastore nacque il 17 agosto 1902 in una famiglia operaia emigrata dalle Valli Novaresi formata dal padre Pietro e dalla madre Teresa Pastore; nel 1914 rimase orfano di padre all'età di dodici anni e cominciò a lavorare come attaccafili in una Industria Tessile a Borgosesia, comune situato nell'area industriale della Valsesia, in Provincia di Vercelli. Impegnato nella Gioventù Italiana dell'Azione Cattolica (G.I.A.C) si trasferì poi con la madre a Varallo, comune anch'esso afferente alla Valsesia, dove divenne propagandista dell'Azione cattolica, responsabile della locale Unione della Confederazione italiana dei lavoratori e direttore del settimanale cattolico il Monte Rosa. Costretto dal regime Fascista di Benito Mussolini, regime verso cui si è sempre opposto sin dagli albori, ad abbandonare la Valsesia, trovò rifugio a Monza dove collaborò con Achille Grandi e la locale Unione del lavoro, assumendo la direzione del giornale Il Cittadino.
Ben presto, su intimidazione delle locali autorità fasciste dovette lasciare la città lombarda per tornare a Novara, ove restò sino al 1935, quando l'avvenuta nomina dell'amico Luigi Gedda a presidente nazionale della Gioventù cattolica lo vide chiamato a Roma come direttore tecnico dell'associazione.
Nel 1927 nacque il figlio Pierfranco, che prenderà la via del sacerdozio fino a diventare vescovo, Direttore della Sala Stampa vaticana e segretario del Pontificio consiglio delle comunicazioni sociali, e nel 1929 Mario, giornalista e conduttore del telegiornale Rai.
Nell'ottobre del 1942, anno in cui si avviò una concertazione fra i diversi esponenti dell'associazionismo cattolico antifascista e popolare (come i membri della F.U.C.I.) che determinò l'anno successivo la nascita del partito della Democrazia Cristiana ad opera di Alcide De Gasperi, si legò ai primi gruppi democristiani della Capitale e fu arrestato dalla polizia fascista, venendo successivamente liberato dopo l'8 settembre 1943, in seguito all'armistizio di Cassibile e alla nascita della Repubblica Sociale Italiana, Repubblica a cui non aderí.
Aderì alla DC e in qualità di segretario organizzativo ne gestì la campagna elettorale nelle elezioni del 1946 per l'Assemblea Costituente, alla quale venne eletto per il collegio elettorale Torino, Novara, Vercelli. Primo segretario nazionale delle ACLI, alla scomparsa del suo maestro Achille Grandi, lo sostituì come responsabile della corrente sindacale cristiana della CGIL unitaria. Ben presto Giulio Pastore (in particolare a seguito dello sciopero generale proclamato dalla maggioranza socialcomunista della segreteria del sindacato, dopo l'attentato al leader comunista Palmiro Togliatti del 14 luglio 1948), si convinse dell'impossibilità di collaborare tra componenti così reciprocamente ostili e diede vita alla LCGIL (Libera Confederazione Generale del Lavoro): nel 1950 fu tra i fondatori della CISL, il sindacato d'ispirazione democratica di cui sarà segretario generale fino al 1958, anno in cui entrò nella compagine governativa dell'esecutivo Fanfani II come Ministro per lo sviluppo del Mezzogiorno e delle aree depresse del Centro-Nord, avviando la stagione dell'intervento straordinario dello Stato nelle aree meridionali. In quel contesto, nei primi anni '60 concepì e realizzò col supporto della Cassa del Mezzogiorno i Centri Interaziendali di Addestramento Professionale nell'Industria (CIAPI) per favorire ed accelerare il processo di industrializzazione mediante la formazione professionale.
Venne successivamente confermato nello stesso incarico in tutti i governi sino al 1968 (governo Segni II, governo Tambroni, governo Fanfani III, governi Fanfani IV, governo Leone I e governo Moro I, governo Moro II e governo Moro III). Leader della Sinistra Sociale Dossettiana della Democrazia Cristiana, si dimise dal governo Tambroni nel momento in cui questo ebbe l'appoggio esterno del Movimento Sociale Italiano, appoggio che cagionò poi i fatti di Genova.
Giulio Pastore fu profondamente legato sin dall'età giovanile alla sua terra natale, la Valsesia, e ricoprì, nel secondo dopoguerra, gli incarichi istituzionali locali di Sindaco del comune di Varallo e di Presidente del Consiglio di Valle-Valsesia, esempio, quest'ultimo, di coordinamento delle attività degli enti locali nelle zone dell'alta montagna Piemontese.

## Incarichi ministeriali
Incarichi e uffici ricoperti nelle varie Legislature
Nel corso della sua attività politica Pastore ricoprì diversi ruoli importanti tra cui:
- Governo Fanfani-II:

Ministro della Presidenza del Consiglio dei ministri (Presidente del Comitato dei ministri per la Cassa del Mezzogiorno) dal 1º luglio 1958 al 14 febbraio 1959;
- Governo Segni-II:

Ministro della Presidenza del Consiglio dei ministri (Presidente del Comitato dei ministri per la Cassa del Mezzogiorno e le aree depresse) dal 15 febbraio 1959 al 24 marzo 1960;
- Governo Tambroni:

Ministro della Presidenza del Consiglio dei ministri (Presidente del Comitato dei ministri per il Mezzogiorno) dal 25 marzo 1960 all'11 aprile 1960;
- Governo Fanfani-III:

Ministro della Presidenza del Consiglio dei ministri (Presidente del Comitato dei ministri per il Mezzogiorno e le zone depresse) dal 26 luglio 1960 al 20 febbraio 1962;
- Governo Fanfani-IV:

Ministro della Presidenza del Consiglio dei ministri (Presidente del Comitato dei ministri per il Mezzogiorno e le zone depresse) dal 21 febbraio 1962 al 20 giugno 1963.

## Attività sindacale
Pastore, fin da giovane operaio, entrò nel sindacato cristiano Cisl fondato da Achille Grandi, leader del sindacalismo cattolico. Pastore fu parte dei cattolici che mantennero una posizione di intransigenza nella lotta al fascismo e per la libertà. Una intransigenza nella difesa della libertà che lo portò in carcere a Regina Coeli.
Nel 1960, Pastore non accettò nessuna giustificazione o ragione per ritenere accettabili i voti di fiducia del Movimento Sociale Italiano al governo Tambroni, di cui era diventato ministro; per questo si dimise. Non si consultò con nessuno motivando il gesto con la coerenza di una vita in una lettera inviata al presidente del Consiglio e consegnata al termine della votazione anche al segretario del suo partito, Aldo Moro.
Pastore guidò in quegli anni la CISL con la piena consapevolezza delle difficoltà dell'innovatore che, nella sua azione, ha innanzitutto come nemico chi è fermo in una cultura e in una tradizione rigida, ma anche chi, pur intravedendo il dato positivo del cambiamento, teme che non sarà possibile realizzarlo nella realtà sociale e politica italiana.
Pastore, dopo la firma nel 1946 da parte dei sindacalisti dei partiti antifascisti, era divenuto membro della segreteria della CGIL. La insofferenza di Pastore al peso dominante delle correnti collegati ai partiti della classe operaia (socialisti e comunisti) era cresciuta negli anni fino al 1º maggio 1948. Nel corso della manifestazione a Roma in Piazza del Popolo si formalizzò la scissione sindacale con l’abbandono della piazza da parte degli amici di Pastore che continuarono la manifestazione in una a piazzetta vicina. In quel momento, il patto di Roma era cancellato e si aprì la strada al nuovo, anche se questo si manifesterà progressivamente.

## Pubblicazioni
- Giulio Pastore, Scritti scelti. Raccolta di 3 volumi:

I testi raccolti nel libro sono prevalentemente incentrati sulla costruzione del «sindacato nuovo» attraverso la formazione sindacale e sull’opera sociale e politica di Pastore a sostegno del Mezzogiorno e delle aree depresse del Paese. Restituiscono il ritratto di una figura chiave del sindacalismo italiano, protagonista anche nell’associazionismo cattolico e nelle istituzioni.
Pastore fu guida autorevole della grande, coraggiosa, quasi «incosciente», scommessa della nascita della Cisl: innovare profondamente la cultura e la pratica delle relazioni industriali del nostro Paese per dare risposte concrete, attraverso l’associazionismo sindacale, a tutte le lavoratrici e lavoratori.
Il volume raccoglie gli interventi e le testimonianze – rielaborati ed ampliati – presentati in occasione della giornata di storiografia e cultura sindacale organizzata a cinquant’anni dalla scomparsa di Giulio Pastore presso il Centro Studi Nazionale Cisl di Firenze.
1. Giulio Pastore, Scritti scelti. I.La genesi del sindacato nuovo, a cura di Sergio Zaninelli, Roma, Edizioni Lavoro, 2002.

Nel centenario della nascita di Giulio Pastore vengono riproposti alcuni dei suoi scritti più significativi, presentati con un commento che li contestualizza rispetto alla situazione sociale, politica e culturale di oggi e con una serie di utili indicazioni bibliografiche per un ulteriore approfondimento.
Come è possibile leggere nella presentazione al piano dell'opera, che prevede l'uscita a breve di altri volumi, «non si tratta di un'operazione di stanca apologia o di doverosa commemorazione, ma di riaffermazione di un principio fondamentale del "sindacato nuovo": dirigenti e militanti sanno che l'autonomia si costruisce non sulla subordinazione ma su una base organica di idee proprie». E le idee di Pastore – ieri come oggi – garantiscono alla Cisl la propria identità
2. Giulio Pastore, Scritti scelti. II.La rivoluzione del sistema contrattuale, a cura di Sergio Zaninelli, Roma, Edizioni Lavoro, 2003.
Il secondo volume degli Scritti scelti raccoglie interventi pubblici e articoli di Giulio Pastore in un arco di tempo che va dal 1951 al 1955. Periodo in cui la Cisl – afferma Sergio Zaninelli nella sua introduzione – «affrontò la questione centrale del sistema contrattuale italiano, così come esso si presentava nella quotidiana pratica sindacale della fase immediatamente seguita alla fine della guerra, consentendo di formulare, nel Consiglio generale di Ladispoli del 1953, una rivoluzionaria proposta di trasformazione del sistema stesso.
3. Giulio Pastore, Scritti scelti. III. Una politica di sviluppo per il Sud, a cura di Sergio Zaninelli, Edizioni Lavoro, 2003.
Il volume è parte di un'opera in più volumi che raccoglie una selezione di scritti di Giulio Pastore. Sono stati già pubblicati: "Scritti scelti I. La genesi del sindacato nuovo" e "Scritti scelti Il. La rivoluzione del sistema contrattuale".